# Zuzana Vykutilová
Zuzana Vykutilová (* 21. února 1950, Třebíč) je česká lékařka v oboru korektivní dermatologie, estetické a plastické chirurgie a podnikatelka.

## Vzdělání
Zuzana Vykutilová pochází z lékařské rodiny. Po maturitě na gymnáziu se rozhodla pro studium Lékařské fakulty Masarykovy univerzity v Brně. Ve 4. ročníku získala místo pomocné vědecké síly na dermatologii a v tomto oboru zůstala. Po promoci nastoupila na I. dermatovenerologickou kliniku Fakultní nemocnice u sv. Anny v Brně a získala první atestaci z kožního lékařství.
Jako atestovaná kožní lékařka stála v roce 1984 po boku profesora Záhejského a profesorky Bartošové u zrodu oboru korektivní dermatologie. V roce 1985 se stala 2. lékařkou v celém Československu, která složila atestaci z korektivní dermatologie. Do roku 2000 působila na I. dermatovenerologické klinice Fakultní nemocnice u sv. Anny v Brně jako ordinář pro korektivní dermatologii.
Oborům korektivní dermatologie a plastická chirurgie se věnuje intenzivně od začátku 90. let. Absolvovala několik odborných stáží a školení v zahraničí a svému rozvoji se věnuje dodnes. V roce 1991 absolvovala odbornou stáž na Wellesley Hospital Toronto. V roce 1999 pak absolvovala v Paříži školení u profesora Benjamina Aschera, plastického chirurga a vedoucího kliniky estetické chirurgie IENA v Paříži.
Od roku 1999 se také pravidelně účastní velkých kongresů v Monaku a Paříži, kde se setkávají odborníci plastické chirurgie, kosmetické dermatologie a estetické medicíny z celého světa. Po návratu ze školení profesora Aschera v Paříži v roce 1999 začala s aplikací výplňových materiálů a botulotoxinu. V České republice se také řadí mezi první lékaře, kteří začali aplikovat Aptos a niťový lifting. Na Moravě dokonce jako první začala aplikovat krevní plazmu.

## Odborná praxe
Zuzana Vykutilová má v oboru 40 let praxe a i když dlouhodobě školí lékaře, kteří působí v oblasti estetické medicíny a plastické chirurgie, sama se stále vzdělává. Je známá především tím, že vyhledává nové léčebné a esteticko-chirurgické postupy, které se jí pak daří zavádět do praxe.

### Klinika Dermaestet
V roce 1993 v Brně založila soukromou kliniku Dermaestet, která poskytuje kompletní péči v oblasti dermatologie a estetické medicíny. V roce 2011 byla klinice udělena akreditace pro korektivní dermatologii Ministerstva zdravotnictví České republiky. V současnosti čítá více než 35 000 klientů, osob, které kliniku navštívily nebo navštěvují. Klinika poskytuje komplexní služby na nejmodernější úrovni, především díky tomu, že drží krok s vědou, výzkumem a orientuje se v novinkách přicházejících na trh.
Prostředí kliniky je moderní, vybavené kvalitními přístroji a v roce 2018 proběhla významná celková rekonstrukce a modernizace celé kliniky.

## Veřejné vystupování
Práce lékařky a jejího týmu si všímají média, jak tištěná, tak televize a rozhlas. V roce 2017 byla Zuzana Vykutilová hostem pořadu České televize, Sama doma.
V roce 2018 vydal časopis LUXURY článek, který pojednává o bioaktivních enzymech a kde doktorka Vykutilová figuruje mezi třemi předními českými lékaři, kteří začali s aplikací bioaktivních enzymů jako první. V roce 2019 se stala zakladatelkou webového seriálu Omlazení z rukou lékaře, ve kterém jsou klienti informováni o novinkách v oboru estetické medicíny.

## Členství v odborných organizacích
- Dermatovenerologická společnost
- Společnost korektivní dermatologie a estetiky
- Společnost flebologická, lymfologická, angiologická
- Asociace Anti-aging medicine

## Certifikáty
- Certifikát pro aplikaci patentovaných vláken Aptosu
- Certifikát pro aplikaci výplňových materiálů – Teosyal, Restylane, Princess, Esthelis
- Certifikát pro mezoterapii, mezopeel
- Certifikát pro chemický peeling La-Roche-Posay, NeoStrata, Glykopeel Filorga, Datura, Trichloroctová Skintech
- Odstraňování vrásek a nadměrného pocení aplikací botulotoxinu
- Chemická lipolýza: odstraňování tuku v oblasti brady, pod bradou, kolem pupku a doplněk liposukce, odstraňování vrásek výplňovými materiály (Restylan, Teosyal)
- Kryolipolýza: zmražení a destrukce tukové buňky za pomocí přístroje Zeltiq
- Regenplasma: omlazování pleti obohacenou plasmou (PRP)